# Anua discriminans
Anua discriminans là một loài bướm đêm trong họ Erebidae.